# Earl of Cromer

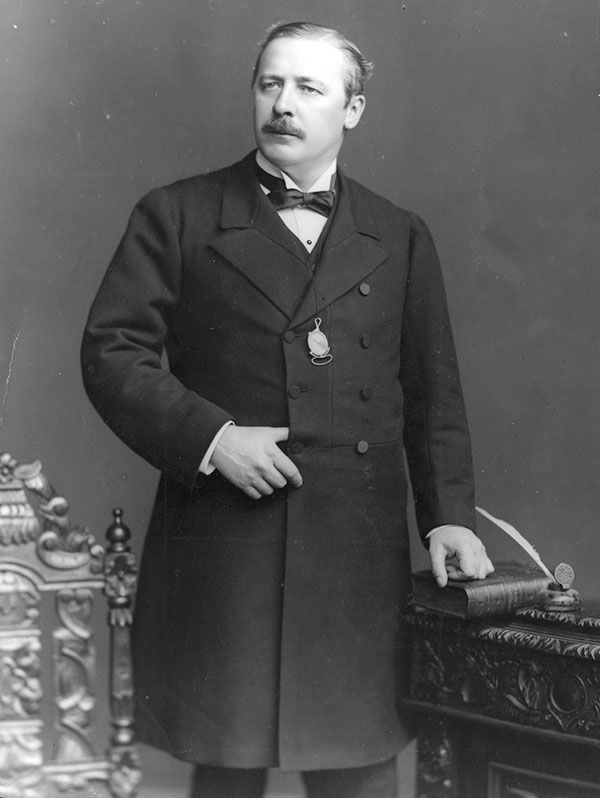
Evelyn Baring, 1. Earl of Cromer

Wappen der Earls of Cromer

Earl of Cromer ist ein erblicher britischer Adelstitel in der Peerage of the United Kingdom, benannt nach der Stadt Cromer in Norfolk.

## Verleihung und nachgeordnete Titel
Der Titel wurde am 8. August 1901 für Evelyn Baring, 1. Viscount Cromer aus der Familie Baring, geschaffen, der 1883 bis 1907 britischer Generalkonsul in Ägypten war und wesentliche Verantwortung für die Etablierung der britischen Herrschaft in Ägypten hatte.
Zusammen mit der Earlswürde wurde ihm der Titel Viscount Errington, of Hexham in the County of Northumberland, verliehen. Bereits am 20. Juni 1892 war er zum Baron Cromer, of Cromer in the County of Norfolk, und am 25. Januar 1899 zum Viscount Cromer, of Cromer in the County of Norfolk, ernannt worden. Alle drei Titel, die als nachgeordnete Titel geführt werden, gehören ebenfalls zur Peerage of the United Kingdom.
Der älteste Sohn des jeweiligen Earls führt als Titelerbe (Heir apparent) den Höflichkeitstitel Viscount Errington.

## Liste der Earls of Cromer (1901)
- Evelyn Baring, 1. Earl of Cromer (1841–1917)
- Rowland Baring, 2. Earl of Cromer (1877–1953)
- George Baring, 3. Earl of Cromer (1918–1991)
- Evelyn Baring, 4. Earl of Cromer (* 1946)

Titelerbe ist der Sohn des aktuellen Titelinhabers, Alexander Baring, Viscount Errington (* 1994).